# بخش سانتا ویکتوریا
بخش سانتا ویکتوریا (به اسپانیایی: Departamento Santa Victoria) یک منطقهٔ مسکونی در آرژانتین است که در استان سالتا واقع شده‌است.